# Powstanie Rakoczego
Powstanie Rakoczego – antyhabsburska insurekcja na Węgrzech w latach 1703–1711, której inicjatorem i głównym przywódcą był magnat Franciszek II Rakoczy.
W literaturze węgierskiej i słowackiej często określane jako ostatnie powstanie kuruców (pierwszym było powstanie Dozsy w roku 1514, a następnym powstanie Thökölyego w latach 1672-1685).

## Geneza i rozwój
Zaczątkiem było chłopskie powstanie z lat 1701–1703, dość skutecznie, lecz tylko doraźnie tłumione przez Austriaków. Istotną zmianę sytuacji spowodowało wycofanie do walk na zachodzie znacznych sił cesarskich w trakcie wojny o sukcesję hiszpańską oraz przeznaczenie francuskich subsydiów na wywołanie antyhabsburskiej dywersji na Węgrzech; montowane wtedy przez Ludwika XIV operacje sił francusko-bawarskich w Niemczech oraz Węgrów Rakoczego miały na celu opanowanie Wiednia.
W połowie 1703 powrócił z emigracji w Polsce zbiegły z austriackiego więzienia Franciszek Rakoczy, stając na czele powstania, które tym samym nabrało cech ogólnonarodowego. 12 maja na zamku w Brzeżanach wydał proklamację do wszystkich prawdziwych Węgrów (…), szlachciców i nieszlachciców, wzywającą do walki pod hasłem Cum Deo pro Patria et Libertate. 16 czerwca wkroczył do kraju wraz z kilkuset zwolennikami, ale po nieudanej próbie opanowania zamku Rakoczych w Munkaczu zawrócił do Polski.
W lipcu powtórzył próbę wkroczenia na czele 400 jeźdźców i 200 polskich ochotników. Tym razem powiodło się wywołanie rewolty we wschodniej części Węgier z udziałem miejscowej szlachty, do której dołączyły 2 pułki wojsk austriackich i liczne oddziały samodzielne. W październiku 1703 siły powstańców wzrosły do 4000 jazdy i 4000 piechoty. Ponieważ garnizony austriackie liczyły jedynie 4 tysiące ludzi, cesarz Leopold wzmocnił je 5 tysiącami żołnierzy pod dowództwem gen. Schlicka, który w październiku zajął wprawdzie Levice, ale już 15 listopada poniósł klęskę pod Zwoleniem zadaną przez powstańców pod wodzą hr. Miklosa Bercsény’ego.

## Dalszy przebieg wydarzeń
Tymczasem powstanie rozszerzało się na Siedmiogród, gdzie wojska cesarskie pokonano kolejno pod Bradem (19 września 1703) i Szentbenedekiem (11 listopada); pokonany został również pułk Székely’ego wysłany dla wzmocnienia austriackiego garnizonu w Kolozsvár. 8000 wojsk cesarskich pod wodzą gen. de Bussy-Rabutina zdołało podejść do Kóvár, lecz znalazłszy się w zupełnej izolacji, zmuszonych było do wycofania.

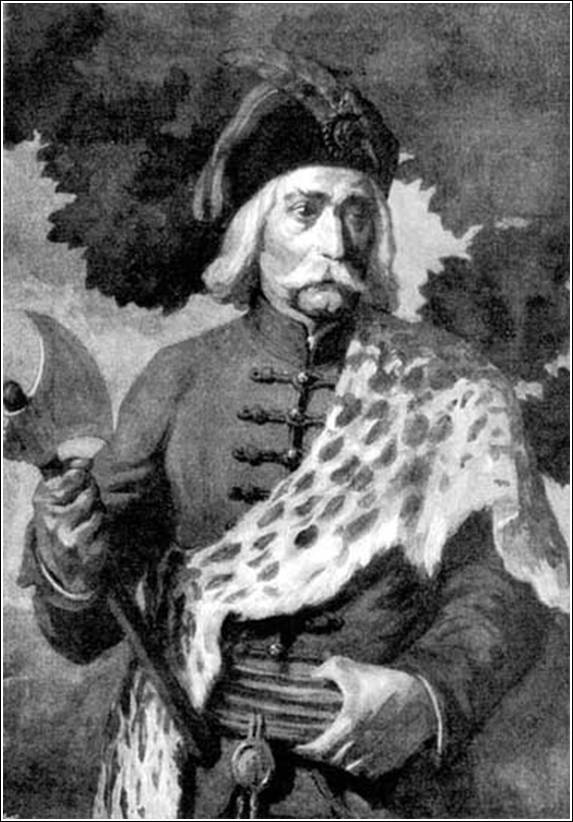
János Bottyán

W lutym 1704 powstańcy węgierscy pod wodzą Jánosa Bottyána wtargnęli na ziemie Dolnej Austrii aż w okolice Wiednia. Austriacy zdołali jednak utrzymać najważniejsze twierdze na Węgrzech. W Siedmiogrodzie István Thoroczkai zgromadził 5 tysięcy powstańców, z którymi zaatakował Gyulafehérvár, lecz 13 kwietnia pod Feketehalom poniósł porażkę od wojsk cesarskich dowodzonych przez płk. Gravena. Inne siły cesarskie pod komendą gen. Adama Ritchana podjęły ofensywę na Górnych Węgrzech (Słowacji), ale w czerwcu zostały pokonane pod Smolenicami ze stratą ok. tysiąca zabitych.
W nadal nierozstrzygającej sytuacji (de Bussy-Rabutin miał zaledwie 9 tys. wojska przeciwko 20 tysiącom powstańców), Anglia i Holandia próbowały daremnie podjąć mediacje pokojowe (17–30 października 1704). Wojska cesarskie pod wodzą feldmarszałka Heistera w kolejnych sukcesach pokonały bowiem powstańców także pod Győrem (22 czerwca) i zwycięsko odparły ich atak pod Trnawą (Nagyszombat), z odzyskaniem samego miasta (25/26 grudnia 1704). Wcześniej, w lipcu 1704 stany siedmiogrodzkie obwołały Rakoczego księciem Siedmiogrodu.

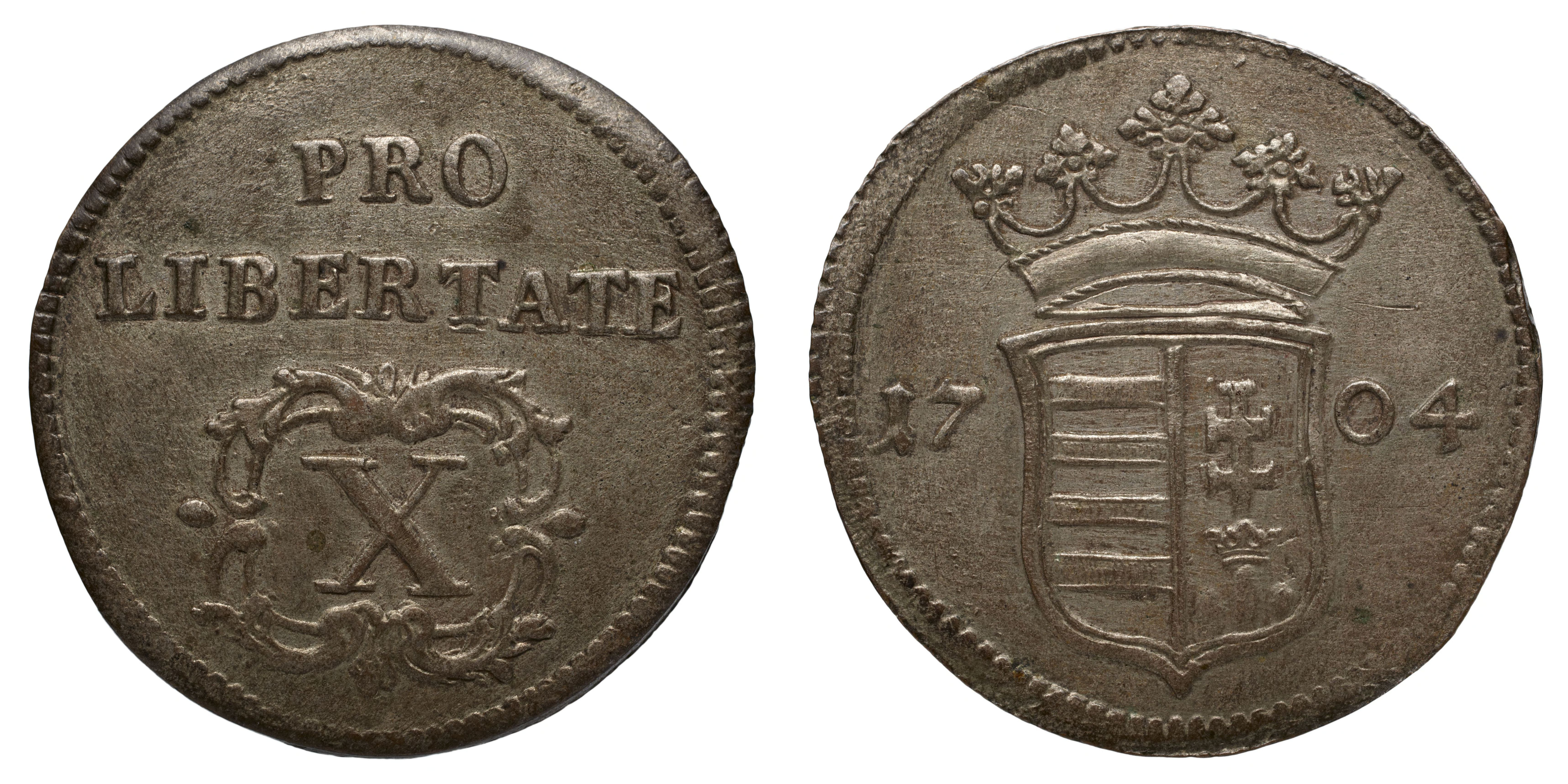
Powstańczy miedziak

Na początku 1705 władze powstańcze wprowadziły do obiegu nowe rozmienne (miedziane) monety z propagandową inskrypcją „Pro Libertate” (zwane stąd libertasami), których wartość jednak szybko spadała. W tym czasie powstańcy, którzy do końca tego roku opanowali prawie cały obszar Węgier i część Siedmiogrodu, zdołali wystawić armię kuruców, liczącą wówczas 31 pułków piechoty oraz 52 pułki jazdy i 6 batalionów artylerii. Dzięki francuskim subwencjom (10–16 tys. talarów) powołano oficerską szkołę wojskową, tworzono fabryki broni i amunicji oraz warsztaty rzemieślnicze produkujące dla potrzeb wojska.
W marcu 1705 r. powstańcy wprawdzie opanowali okolice Preszburga, ale w sierpniu zostali pokonani pod Budzimierzycami. Jesienią, we wrześniu, zwołano do Szécsény sejm z udziałem 6 biskupów, 36 magnatów oraz ok. tysiąca przedstawicieli szlachty i gmin, na którym Rakoczego uznano za księcia Węgier. Dla odzyskania Siedmiogrodu nowy cesarz Józef wysłał 13-tysięczny korpus feldmarszałka Herbeville’a, który pod Pesztem odparł oddziały Károlyiego i Bottyána. Rakoczy zdecydował się wówczas stawić opór na przełęczach Karika i Zsibó (gdzie jeszcze nie ukończono umocnień), przeciwstawiając mu 15 tysięcy powstańców z 35 działami. Wzmocniony duńskimi oddziałami generała Harboe, baron Herbeville na czele 16 tys. wojsk cesarskich przełamał jednak obronę i po ciężkich walkach 15 listopada 1705 zajął strategiczną przełęcz Zsibó. Powstańcy utracili 400 zabitych, 200 rannych i 25 armat; Austriacy, których straty nie przekroczyły 400-500 zabitych i rannych, tym samym otworzyli sobie drogę do stopniowego opanowania Siedmiogrodu.

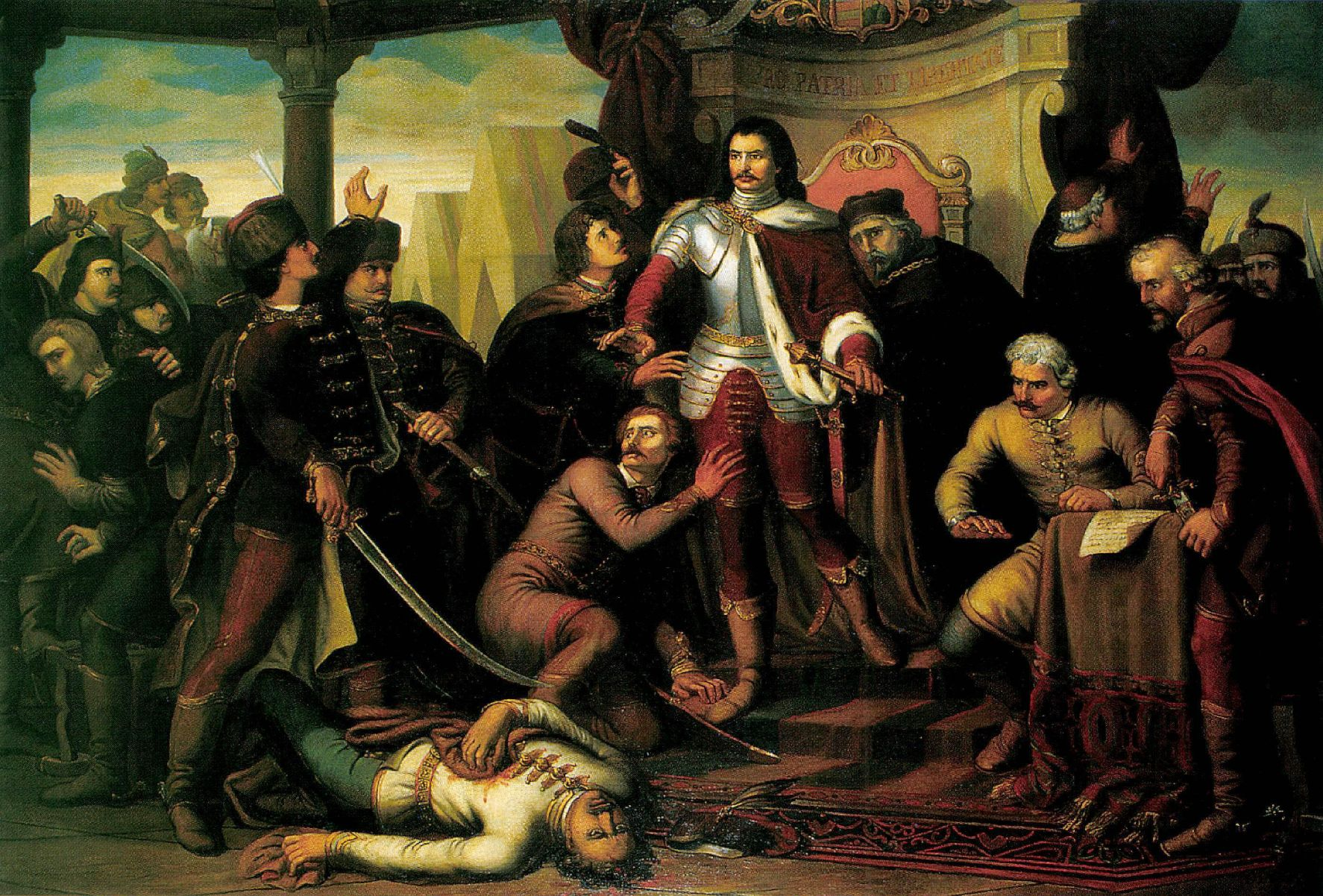
Książę Rakoczy na sejmie w Ónod (mal. Soma Orlai Petrich)

Wykorzystując dotychczasowe powodzenie i zmianę na tronie (od maja 1705), pod koniec 1705 Rakoczy za pośrednictwem Bercsény’ego podjął pertraktacje z Habsburgami, z żądaniem przywrócenia dawnych swobód (sprzed 1687) i utworzenia 40-tysięcznej armii wraz z uznaniem niezależności Siedmiogrodu. Podjęcie negocjacji z Austriakami w Trnawie (27 października 1705) aktywnie popierały Anglia i Holandia. Jednakże wobec odrzucenia węgierskich warunków, po krótkim rozejmie zawartym tam 13 kwietnia 1706, wznowiono działania wojenne i Józef I wysłał do Siedmiogrodu gen. de Bussy-Rabutina na czele 20-tysięcznego wojska. Rakoczy jednak również zmobilizował w tym czasie nowe oddziały i opanował większość ziem Siedmiogrodu; jesienią w posiadaniu Austriaków pozostało jedynie kilka twierdz obleganych przez powstańców.
W 1707 sejm zwołany do Ónodu ogłosił ostatecznie detronizację Habsburgów i proklamację niepodległości Węgier. Głównym powodem tych przełomowych uchwał były narastające sprzeczności wewnętrzne w kierownictwie powstania, w którym przewagę zaczęła zyskiwać konserwatywna magnateria skłaniająca się do ugody z Habsburgami, a także naciski francuskie.

### Armia powstańcza
Gwardia składała się początkowo z pułku karabinierów (w liczbie tysiąca konnych w 1705) oraz pułku piechoty „przybocznej” podzielonej na 2 bataliony (każdy po 500 ludzi), włącznie z reprezentacyjną kompanią, zwaną Kapcsosok lub Deliasok.
Później dodano:
- regiment konnych grenadierów, złożony początkowo (1704) ze 180 Francuzów, potem ze 120 Francuzów i Węgrów (1705), ok. 1710 – także z Polaków i Szwedów;
- kompanię „Zielonych Strzelców” liczącą 200 ludzi (do kwietnia 1705);
- kompanię Arnautów (Arnót) – najemników albańskich (1708-1710);
- regiment konnych hajduków rekrutowanych w prywatnych dobrach Rakoczego (od 1709).

Od 1706 istniała kompania szlachecka w postaci jednostki bojowej oraz jednostki szkolnej dla młodych oficerów.
Pozostałe oddziały stanowiły kontyngenty wystawione przez wielkich feudałów (magnatów) i przez drobną szlachtę szaraczkową, zwaną bocskoros nemesseg (bosą szlachtą).
Oddziały zorganizowane według wzorca austriackiego, w 1706 sformowane były w 31 pułków piechoty i 52 kawalerii (dragoni, huzarzy). Pozostałe – w pułki nieregularne złożone z hajduków, czyli chłopów obdarzonych przywilejami (zwolnienie z obciążeń i pańszczyzny) w zamian za służbę wojskową. Połowa wojsk składała się z Węgrów i Siedmiogrodzian, reszta z mniejszości narodowych (Rumunów, Rusinów, Niemców – głównie spiskich, i innych Słowian). Do lepiej wyposażonych należały oddziały złożone z byłych żołnierzy garnizonów austriackich. Francuskie subsydia umożliwiały pod koniec 1708 utrzymanie 4 tysięcy kawalerzystów. Faktyczny stan liczbowy armii powstańczej sięgał 40–60 tysięcy, lecz tylko 1/4 była odpowiednio uzbrojona i wyszkolona. Oprócz zdobycznej i pozyskanej, broń pochodziła z zagranicy; w kawalerii jedynie 30–50% składu posiadało karabiny, połowa wyposażona była w pistolety, a 10% nie miało nawet szabli. Uzbrojeniem części piechoty były archaiczne arkebuzy kołowe lub lontowe.

## Upadek powstania
Sejm w Ónodzie i układ warszawski z Rosją oznaczały szczytowy moment powstania, które odtąd zaczęło zmierzać ku szybkiemu upadkowi. Poza niepowodzeniami na froncie wpływ na to miała ciężka sytuacja gospodarcza i brak środków materialnych do kontynuowania walki.
Już przegrana pod Blenheim w sierpniu 1704 i dalsze niepowodzenia wojenne Francji pozwoliły na skierowanie większych sił cesarskich do walk z powstańcami. W 1707 Austriacy sprowadzili na Węgry siły liczące 45 pułków piechoty i 42 pułki jazdy.
W rozegranej 3 sierpnia 1708 bitwie pod Trenczynem Węgrzy zostali pobici, a w październiku utracili twierdze Szolnok i Sárospatak. 14 lipca 1709 cesarz ogłosił amnestię, która stopniowo odciągała od powstania część arystokracji i szlachty.

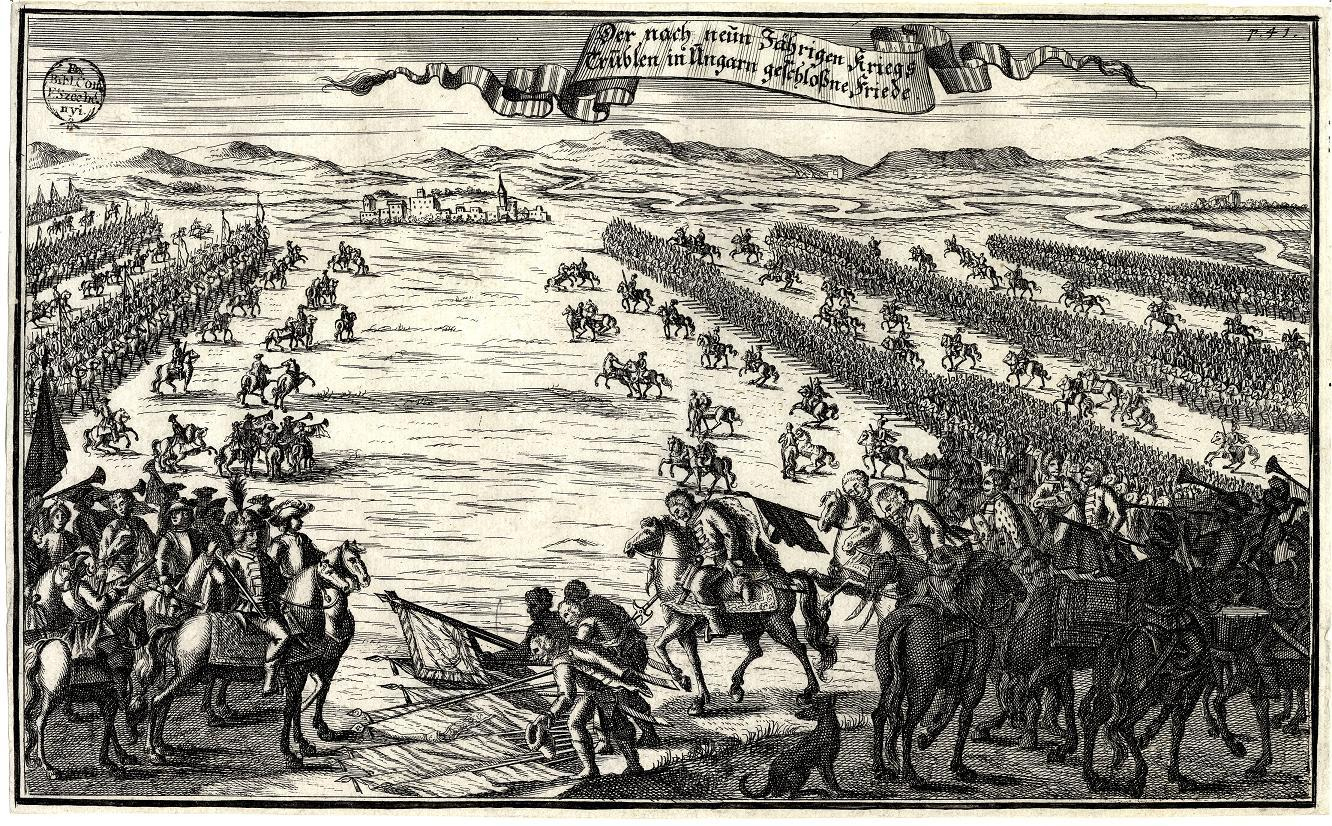
Kapitulacja oddziałów w Nagymajtény pod Szatmárem

W 1710 teren powstania ograniczył się do północno-wschodniej części Węgier; z wojsk odchodzili chłopi, podczas gdy w kierownictwie ruchu powstańczego przewagę zyskiwali magnaci. Armia kuruców nie była już zdolna nawet do obrony. Mimo wsparcia przez polskich i szwedzkich ochotników, Rakoczy idący z pomocą dla obleganej przez Austriaków twierdzy Neuhäusel, pokonany został pod Romhány (22 stycznia) i zmuszony schronić się we wschodniej części kraju; kontynuowane oblężenie zakończyła kapitulacja twierdzy (wrzesień 1710). W dodatku ziemie Węgier i Siedmiogrodu nawiedziła zaraza.
Kiedy ostatecznie zawiodły starania o pomoc Rosji, zastępujący Rakoczego hr. Sándor Károlyi skapitulował 1 maja 1711, podpisując z Austriakami pokój w Szatmárze, który definitywnie kończył 8-letni okres powstania.

## Poparcie zewnętrzne
Od początku insurekcja wspierana była politycznie i finansowo przez Francję, zamierzającą w ten sposób osłabić wrogą monarchię habsburską i liczącą na skuteczność tej dywersji. Francuska dyplomacja szczególnie nakłaniała do zerwania z Habsburgami, obiecując powstańcom oficjalny sojusz i zwiększoną pomoc materialną dopiero po ogłoszeniu niepodległości Węgier. Jednakże po uchwałach sejmu w Ónodzie Francuzi nie wywiązali się z zobowiązań wobec coraz niekorzystniejszej sytuacji na frontach wojny sukcesyjnej.
Poza tym jednak Węgrzy starali się o szersze poparcie, prowadząc negocjacje z Polską, Mołdawią, Wołoszczyzną, a nawet z Turcją. Wykorzystując obecność Karola XII w Polsce, Rakoczy dążył też do sojuszu ze Szwecją, ale nie uzyskując przychylności, zwrócił się następnie ku Rosji. We wrześniu 1707 podpisano w Warszawie sojuszniczy układ węgiersko-rosyjski. Mimo iż Rakoczy od cara propozycji objęcia tronu polskiego nie przyjął i sojusz ten nie przyniósł powstańcom konkretnych korzyści, miał dla nich istotne znaczenie moralne, gdyż Rosja jako jedyne mocarstwo zawarła z nimi formalny sojusz polityczny.
Kilkoletnie działania dyplomacji rosyjskiej wskazywały jednak wyraźnie, że Piotr I traktował Rakoczego i powstańców jako polityczną kartę przetargową, zrazu popierając kandydaturę księcia jako pretendenta do tronu polskiego, a później ją wycofując; raz proponując wysłanie swych wojsk przeciw węgierskim powstańcom (w Londynie), a następnie oferując im samym udzielenie militarnej pomocy przeciw Austrii (w Stambule).

## Następstwa

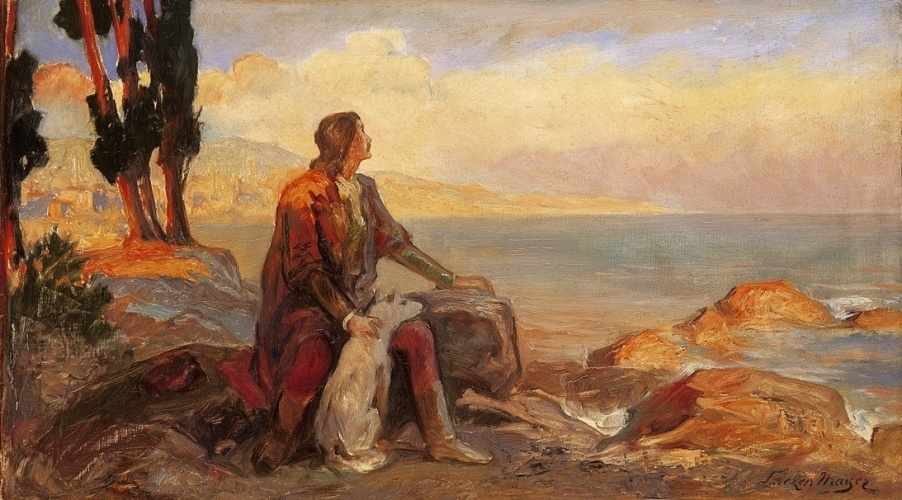
Rakoczy na wygnaniu w tureckim Rodosto (mal. Sándor Liezen-Mayer)

Po zaniechaniu działań i rozproszeniu wojsk powstańczych, Rakoczy, który nie uznał kapitulacji, w obliczu klęski powstania już wcześniej (23 stycznia 1711) ponownie schronił się do Polski. Przebywał też potem we Francji, a od 1717 w Stambule, spodziewając się podczas wojny austriacko-tureckiej odzyskać Siedmiogród przy pomocy Turcji. Układ pokojowy w Požarevacu (lipiec 1718) przekreślił te nadzieje, przyniósł jednak pod władzą Habsburgów ostateczne zjednoczenie ziem węgierskich.
Niedotrzymane zostały natomiast cesarskie gwarancje dotyczące przestrzegania praw węgierskich, poszanowania swobód religijnych oraz przywrócenia dóbr skonfiskowanych uczestnikom insurekcji. Oparte na proaustriackiej magnaterii (tzw. labancach) rządy habsburskie doprowadziły do zniesienia pospolitego ruszenia szlachty i powołania stałej armii pod komendą austriacką i z dużym udziałem cudzoziemców. Z biegiem czasu utracił też znaczenie sejm, a wojsko podporządkowano wiedeńskiej Radzie Wojennej.